# 北塔区
北塔区是中国湖南省邵阳市所辖的一个市辖区。区域总面积为95平方公里，常住总人口约13万人。区人民政府驻状元洲街道。

## 行政区划
北塔区下辖4个街道办事处、1个乡：
新滩镇街道、状元洲街道、田江街道、茶元头街道和陈家桥乡。

## 人口
根据第七次人口普查数据，截至2020年11月1日零时，北塔区常住人口为122658人。